# 연백군 (조선민주주의인민공화국)
연백군(延白郡)은 조선민주주의인민공화국 황해도에서 38선 이북의 연백군에 설치한 군으로 북조선의 봉천군의 기원이 된다.
38선에 걸친 기존의 연백군이나,신해방지구의 연백군(경기도 연백군->남연백군)과 구분하여 북연백군(北延白郡)이라고도 부른다.
1950년에 조선민주주의인민공화국 연백군에 구 금천군 산외면·서북면과 구 평산군 적암면을 편입시켰고 이곳으로 군 인민위원회를 옮겼다.
한국 전쟁으로 조선민주주의인민공화국이 1952년에 군면리 대폐합의 시행으로 북연백군과 남연백군을 다시 재분할하여, 분단 전 연백군에 속하던 지역을 연안군과 배천군으로 나누고, 1950년에 편입된 지역을 위주로 평천군(현 봉천군)을 설치했다. 

## 같이 보기
- 남연백군
- 영평군 (경기도)
- 북포천군
- 봉천군
- 신해방지구